# مقاطعة غرين (نيويورك)
مقاطعة غرين (بالإنجليزية: Greene County)‏ هي إحدى المقاطعات في ولاية نيويورك في الولايات المتحدة الأمريكية.

## أعلام
- ويليام هنري إدواردز
- هيلدا كونكلينج